# Britain’s Got Talent (Staffel 9)
Die neunte Staffel von Britain’s Got Talent wurde vom 11. April bis zum 31. Mai 2015 auf dem britischen Fernsehsender ITV ausgestrahlt. Der Sieg ging an die Hundetrainerin Jules O’Dwyer und ihren Hund Matisse.

## Jury und Moderation
Zum Ende der achten Staffel gab es viele Gerüchte darüber, wer im nächsten Jahr in der Jury sitzen wird. Am 7. und 8. Juni 2014 wurde berichtet, dass Simon Cowell und David Walliams aus der Jury austreten würden. Am 31. Oktober 2014 bestätigte Amanda Holden jedoch, dass alle vier Juroren, die 2014 Teil der Jury waren, auch 2015 an Britain’s Got Talent zurückkehren werden. Dies wurde später von ITV bestätigt. Die Moderation blieb ebenfalls unverändert.

## Konzept
Das Konzept bleibt auch in der neunten Staffel dasselbe wie in den Vorjahren.
An der Show können Personen jeglichen Alters teilnehmen. Es können Personen einzeln oder in einer Gruppe auftreten. Die Kandidaten treten mit einem selbst gewählten Programm, wie etwa Singen oder einer Tanzperformance, vor der Jury und dem Publikum auf. Die Juroren können während der Vorstellung einen roten Buzzer betätigen, um anzuzeigen, dass ihnen die Vorstellung nicht gefällt. Haben alle Juroren den Buzzer betätigt, muss der Kandidat mit seiner Vorstellung aufhören. Am Schluss des Auftritts bewerten die Juroren den Kandidaten mit Ja („Yes“) oder Nein („No“). Hat der Kandidat von mindestens zwei der Juroren ein Ja bekommen, darf er in der nächsten Runde erneut auftreten. In der achten Staffel wurde der sogenannte Golden Buzzer eingeführt. Wird dieser von einem Jury-Mitglied betätigt, qualifiziert sich der betroffene Act sofort für das Semifinale. Der goldene Buzzer kann pro Juror nur einmal in einer Staffel gedrückt werden.
Am Anfang der Show gibt es aufgezeichnete Castings (Auditions), in der die Juroren über das Weiterkommen der Kandidaten entscheiden. In der letzten Folge vor den Live Shows wird bekanntgegeben, welche Acts sich für die Semifinale qualifiziert haben. Später kann der Zuschauer in Livesendungen, die von Montag bis Freitag ausgestrahlt werden, selbst über die Qualifikanten fürs Finale, welches am Sonntag derselben Woche stattfindet, abstimmen. Hier kann das Publikum den Gewinner der Show bestimmen. Der Sieger der Show erhält ein Preisgeld in Höhe von 250.000 Pfund und darf in der Royal Variety Performance auftreten.

## Auditions

### Open Auditions
Die Open Auditions fanden vom 11. Oktober bis zum 9. Dezember 2014 in Newcastle, Cardiff, Portsmouth, Birmingham, Leeds, Dublin, Norwich, Glasgow, Bristol, London und Manchester statt. Hier bewarben sich die Kandidaten vor den Produzenten der Show darum, vor den Juroren auftreten zu können.

### Judges Auditions
Die Judges Auditions fanden in Edinburgh, Manchester, Birmingham und London statt. Hier traten die Kandidaten vor der Jury auf, um sich für die Liveshows zu qualifizieren.
| Stadt      | Datum                    | Ort                        |
| ---------- | ------------------------ | -------------------------- |
| Edinburgh  | 19. Januar 2015          | Edinburgh Festival Theatre |
| Manchester | 29. bis 31. Januar 2015  | The Lowry                  |
| Birmingham | 5. bis 7. Februar 2015   | Birmingham Hippodrome      |
| London     | 11. und 12. Februar 2015 | Dominion Theatre           |
| London     | 14. Februar 2015         | Dominion Theatre           |

## Halbfinale

### Erstes Halbfinale
Das erste Halbfinale fand am 25. Mai 2015 statt. Als Pausenfüller diente Ricky Martin, der sein Lied Mr. Put It Down sang. Gewinner des Televotings war der walisische Chor Côr Glanaethwy, der eine Coverversion des Liedes The Prayer von Céline Dion und Andrea Bocelli sang. Zweiter wurde die Tanzgruppe Entity Allstars.
| Platzierung | Startnummer | Name                        | Talent                                                 | Stimmen (in %) | Ergebnis                    | Anmerkungen                                                                    |
| ----------- | ----------- | --------------------------- | ------------------------------------------------------ | -------------- | --------------------------- | ------------------------------------------------------------------------------ |
| 1           | 5           | Côr Glanaethwy              | Chorgesang                                             | 21,9 %         | Für das Finale qualifiziert | Gewinner des Televotings                                                       |
| 2           | 1           | Entity Allstars             | Tanz                                                   | 12,8 %         | Für das Finale qualifiziert | Stimmen von Simon Cowell, Amanda Holden und Alesha Dixon; Dritte im Televoting |
| 3           | 4           | Henry Gallagher             | Gesang                                                 | 17,5 %         | ausgeschieden               | Stimme von David Walliams; Zweiter im Televoting                               |
| 4           | 9           | Lorraine Bowen              | Gesang, Comedy                                         | 12,3 %         | ausgeschieden               | Buzzer von Simon Cowell                                                        |
| 5           | 3           | Mitch & Cally the Wonderdog | Weltrekordversuch: Hund, der Luftballons platzen lässt | 11,5 %         | ausgeschieden               |                                                                                |
| 6           | 8           | Becky O’Brien               | Gesang                                                 | 11,4 %         | ausgeschieden               |                                                                                |
| 7           | 2           | Billy and Emily England     | Rollschuhfahren                                        | 7,6 %          | ausgeschieden               |                                                                                |
| 8           | 7           | Andrew Fleming              | Stimmenimitation                                       | 2,5 %          | ausgeschieden               | Buzzer von Amanda Holden und Alesha Dixon                                      |
| 9           | 6           | Ruby Red Performers         | Burlesque-Tanz                                         | 2,5 %          | ausgeschieden               |                                                                                |

 Kandidat hat sich für das Finale qualifiziert und das Televoting gewonnen.
 Kandidat war in den Top 3 und hat die Juryabstimmung gewonnen.
 Kandidat war in den Top 3 und hat die Juryabstimmung verloren.

### Zweites Halbfinale
Das zweite Halbfinale fand am 26. Mai 2015 statt. Als Pausenfüller diente die Gruppe Jack Pack, die ein Jahr vorher an der Castingshow teilnahmen. Sie sangen ihr Lied Light My Fire. Gewinner des Televotings waren die Hundetrainerin Jules O’Dwyer und ihr Hund Matisse. Zweiter wurde die Tanzgruppe Old Men Grooving.
| Platzierung | Startnummer | Name                    | Talent         | Stimmen (in %) | Ergebnis                    | Anmerkungen                                                       |
| ----------- | ----------- | ----------------------- | -------------- | -------------- | --------------------------- | ----------------------------------------------------------------- |
| 1           | 2           | Jules O’Dwyer & Matisse | Hundeakrobatik | 29,3 %         | Für das Finale qualifiziert | Gewinner des Televotings                                          |
| 2           | 9           | Old Men Grooving        | Tanz           | 27,1 %         | Für das Finale qualifiziert | Stimmen von Simon Cowell und David Walliams; Zweite im Televoting |
| 3           | 4           | Revelation Avenue       | Tanz           | 16,3 %         | ausgeschieden               | Stimmen von Amanda Holden und Alesha Dixon; Dritte im Televoting  |
| 4           | 1           | Groove Thing            | Tanz           | 7,2 %          | ausgeschieden               |                                                                   |
| 5           | 3           | Bonetics                | Tanz           | 6,2 %          | ausgeschieden               |                                                                   |
| 6           | 5           | The HoneyBuns           | Gesang         | 5,3 %          | ausgeschieden               |                                                                   |
| 7           | 6           | Michael Late            | Illusionen     | 4,5 %          | ausgeschieden               |                                                                   |
| 8           | 8           | Alison Jiear            | Gesang         | 2,7 %          | ausgeschieden               |                                                                   |
| 9           | 7           | Luca Calò               | Gesang, Tanz   | 1,4 %          | ausgeschieden               |                                                                   |

 Kandidat hat sich für das Finale qualifiziert und das Televoting gewonnen.
 Kandidat war in den Top 3 und hat die Juryabstimmung gewonnen.
 Kandidat war in den Top 3 und hat die Juryabstimmung verloren.

### Drittes Halbfinale
Das dritte Halbfinale fand am 27. Mai 2015 statt. Als Pausenfüller diente die Jurorin Alesha Dixon, die ihr Lied The Way We Are sang. Gewinner des Televotings war der Zauberer Jamie Raven. Zweiter wurde die Tanzgruppe UDI.
| Platzierung | Startnummer | Name                 | Talent                    | Stimmen (in %) | Ergebnis                    | Anmerkungen                                                       |
| ----------- | ----------- | -------------------- | ------------------------- | -------------- | --------------------------- | ----------------------------------------------------------------- |
| 1           | 9           | Jamie Raven          | Zauberei                  | 33,7 %         | Für das Finale qualifiziert | Gewinner des Televotings                                          |
| 2           | 2           | UDI                  | Tanz                      | 12,4 %         | Für das Finale qualifiziert | Stimmen von Simon Cowell und Amanda Holden; Zweite im Televoting  |
| 3           | 6           | IMD Legion           | Tanz                      | 11,6 %         | ausgeschieden               | Stimmen von Alesha Dixon und David Walliams; Dritte im Televoting |
| 4           | 8           | The Kingdom Tenors   | Operngesang               | 10,8 %         | ausgeschieden               |                                                                   |
| 5           | 5           | Gracie Wickens-Sweet | Gesang                    | 10,0 %         | ausgeschieden               |                                                                   |
| 6           | 1           | The Sakyi Five       | Gesang                    | 8,0 %          | ausgeschieden               |                                                                   |
| 7           | 4           | Ella Shaw            | Gesang                    | 7,4 %          | ausgeschieden               |                                                                   |
| 8           | 3           | Dylan Byrd           | Tanz                      | 3,8 %          | ausgeschieden               |                                                                   |
| 9           | 7           | Narinder Dhani       | Musizieren mit einem Kamm | 2,3 %          | ausgeschieden               | Buzzer von Simon Cowell                                           |

 Kandidat hat sich für das Finale qualifiziert und das Televoting gewonnen.
 Kandidat war in den Top 3 und hat die Juryabstimmung gewonnen.
 Kandidat war in den Top 3 und hat die Juryabstimmung verloren.

### Viertes Halbfinale
Das vierte Halbfinale fand am 28. Mai 2015 statt. Als Pausenfüller trat Olly Murs mit dem Song Beautiful to Me auf. Gewinner des Televotings war der Sänger Isaac Waddington. Zweiter wurde die singende Familie The Neales.
| Platzierung | Startnummer | Name              | Talent                         | Stimmen (in %) | Ergebnis                    | Anmerkungen                                                                      |
| ----------- | ----------- | ----------------- | ------------------------------ | -------------- | --------------------------- | -------------------------------------------------------------------------------- |
| 1           | 8           | Isaac Waddington  | Gesang                         | 18,6 %         | Für das Finale qualifiziert | Gewinner des Televotings                                                         |
| 2           | 4           | The Neales        | Gesang                         | 17,6 %         | Für das Finale qualifiziert | Stimmen von Amanda Holden, Alesha Dixon und David Walliams; Zweite im Televoting |
| 3           | 9           | Boyband           | Tanz                           | 17,6 %         | ausgeschieden               | Stimme von Simon Cowell; Dritte im Televoting; Gewinner einer Wildcard           |
| 4           | 7           | Marc Métral       | „Sprechender“ Hund             | 16,6 %         | ausgeschieden               |                                                                                  |
| 5           | 3           | The Kanneh-Masons | Klassische Band                | 12,1 %         | ausgeschieden               |                                                                                  |
| 6           | 5           | Maia Gough        | Gesang                         | 8,0 %          | ausgeschieden               |                                                                                  |
| 7           | 2           | Lisa Sampson      | Akrobatik mit Hula-Hoop-Reifen | 5,1 %          | ausgeschieden               |                                                                                  |
| 8           | 6           | Jeffrey Drayton   | Zauberer                       | 3,1 %          | ausgeschieden               | Buzzer von Simon Cowell                                                          |
| 9           | 1           | Ok Worldwide      | Tanz                           | 1,3 %          | ausgeschieden               |                                                                                  |

 Kandidat hat sich für das Finale qualifiziert und das Televoting gewonnen.
 Kandidat war in den Top 3 und hat die Juryabstimmung gewonnen.
 Kandidat war in den Top 3 und hat die Juryabstimmung verloren.

### Fünftes Halbfinale
Das fünfte und letzte Halbfinale fand am 29. Mai 2015 statt. Pausenfüller war die Gruppe Collabro, die im Vorjahr den Wettbewerb gewann. Sie sangen das Lied I Won’t Give Up. Erster im Televoting war der Sänger Calum Scott, dahinter landete der Comedian Danny Posthill.
| Platzierung | Startnummer | Name                  | Talent                | Stimmen (in %) | Ergebnis                    | Anmerkungen                                                        |
| ----------- | ----------- | --------------------- | --------------------- | -------------- | --------------------------- | ------------------------------------------------------------------ |
| 1           | 9           | Calum Scott           | Gesang                | 25,6 %         | Für das Finale qualifiziert | Gewinner des Televotings                                           |
| 2           | 7           | Danny Posthill        | Stimmenimitation      | 20,3 %         | Für das Finale qualifiziert | Stimmen von Alesha Dixon und David Walliams; Zweiter im Televoting |
| 3           | 8           | Jesse-Jane McParland  | Martial Arts Tricking | 14,3 %         | ausgeschieden               | Stimmen von Simon Cowell und Amanda Holden; Dritte im Televoting   |
| 4           | 5           | Jonathan Lutwyche     | Tanz                  | 13,9 %         | ausgeschieden               |                                                                    |
| 5           | 6           | Emma Jones            | Operngesang           | 11,5 %         | ausgeschieden               |                                                                    |
| 6           | 1           | Beat Brothers         | Tanz                  | 6,5 %          | ausgeschieden               |                                                                    |
| 7           | 4           | Misstasia             | Gesang                | 4,3 %          | ausgeschieden               |                                                                    |
| 8           | 2           | Chloe Louise Crawford | Illusionen            | 2,5 %          | ausgeschieden               |                                                                    |
| 9           | 3           | Peter Lambert         | Stunts                | 1,1 %          | ausgeschieden               |                                                                    |

 Kandidat hat sich für das Finale qualifiziert und das Televoting gewonnen.
 Kandidat war in den Top 3 und hat die Juryabstimmung gewonnen.
 Kandidat war in den Top 3 und hat die Juryabstimmung verloren.

## Finale
Das Finale der neunten Staffel von Britain’s Got Talent fand am 31. Mai 2015 statt. Pausenfüller war die Besetzung Andrea Bocellis und Michael Flatleys Lord of the Dance. Gewonnen haben die Hundetrainerin Jules O’Dwyer und ihr Hund Matisse vor dem Magier Jamie Raven und dem Chor Côr Glanaethwy. Das Finale wurde von mehr als 12 Millionen Menschen verfolgt und war somit die 2015 am häufigsten gesehene Show im Vereinigten Königreich.

### Wildcard
Im fünften Halbfinale wurde bekanntgegeben, dass die Jury und das Publikum jeweils einem Act, der in den Halbfinalen das Voting der Juroren verloren hat, eine Wildcard geben können. Die Gewinner der Wildcards haben dann die Chance, im Finale der Castingshow um den Sieg zu kämpfen. Zu Beginn des Finales wurden Jesse-Jane McParland und Boyband als Gewinner bekanntgegeben.
| Künstler             | Platz | Stimmen (in %) |
| -------------------- | ----- | -------------- |
| Jesse-Jane McParland | 1     | 33,3 %         |
| Henry Gallagher      | 2     | 19,2 %         |
| Revelation Avenue    | 3     | 19,0 %         |
| Boyband              | 4     | 18,8 %         |
| IMD Legion           | 5     | 9,7 %          |

 Kandidat hat die Wildcard des Publikums gewonnen.
 Kandidat hat die Wildcard der Jury gewonnen.

### Ergebnisse
| Platzierung | Start- Nr. | Name                    | Talent                | Stimmen (in %) | Anmerkungen |
| ----------- | ---------- | ----------------------- | --------------------- | -------------- | ----------- |
| 1           | 12         | Jules O’Dwyer & Matisse | Hundeakrobatik        | 22,6 %         |             |
| 2           | 11         | Jamie Raven             | Zauberei              | 20,4 %         |             |
| 3           | 8          | Côr Glanaethwy          | Chorgesang            | 10,7 %         |             |
| 4           | 9          | Old Men Grooving        | Tanz                  | 10,2 %         |             |
| 5           | 10         | Isaac Waddington        | Gesang                | 9,7 %          |             |
| 6           | 7          | Calum Scott             | Gesang                | 8,2 %          |             |
| 7           | 6          | Danny Posthill          | Stimmenimitation      | 5,3 %          |             |
| 8           | 5          | Jesse-Jane McParland    | Martial Arts Tricking | 4,2 %          |             |
| 9           | 3          | The Neales              | Gesang                | 3,6 %          |             |
| 10          | 2          | UDI                     | Tanz                  | 1,9 %          |             |
| 11          | 1          | Entity Allstars         | Tanz                  | 1,7 %          |             |
| 12          | 4          | Boyband                 | Tanz                  | 1,5 %          |             |

## Kontroversen

### Amanda Holden und Alesha Dixon
Die britische Medienaufsichtsbehörde Ofcom erhielt mehrere Beschwerdebriefe über zu kurze Kleider, die von den Jurorinnen Amanda Holden und Alesha Dixon während einer Livesendung getragen wurden. Die Zuschauer beschwerten sich darüber, dass die Kleider für eine Familiensendung zu kurz und anzüglich seien. Ein Sprecher des Ofcom bestätigte, dass den Beschwerden nachgegangen wird. Einige Wochen später wurde berichtet, die Behörde habe beschlossen, dass die Kleider angemessen waren.

### Lorraine Bowen
Die Musikerin Leah Pettinger beschuldigte Lorraine Bowen, für die David Walliams den goldenen Buzzer betätigte, mit einem Plagiat angetreten zu sein. Sie behauptete, das Lied The Crumble Song stamme von ihr, nicht von Bowen. Sie drohte mit rechtlichen Konsequenzen für die Sängerin, jedoch erstattete sie keine Anzeige.

### Marc Métral
Die britische Tierschutzorganisation Royal Society for the Prevention of Cruelty to Animals ermittelte gegen Marc Métral, nachdem er beschuldigt wurde, seinen Hund Wendy zu misshandeln. Es gab ebenfalls Beschwerdebriefe an ITV und Ofcom. Die Beschwerden wurden eingereicht, da der Hund eine Maske trug, die Métral mit einer Fernbedienung bediente und dafür sorgte, dass sich der Mund des Hundes bewegt. Die RSPCA ermittelte, weil sie davon ausgingen, dass Wendy dadurch Schaden hinzugefügt wurde. Simon Cowell bat die Organisation, die Proben für das Halbfinale zu besuchen. Im Anschluss ließ sie Verlauten, dass der Hund durch die Maske nicht geschädigt wird und „happy and looked after well“ (Deutsch: glücklich und gut umsorgt) sei.